# Éliane Jacq
Éliane Jacq po mężu Viscart (ur. 4 lipca 1948 w Breście, zm. 28 lutego 2011 w Lorient) – francuska lekkoatletka, sprinterka, wicemistrzyni Europy z 1969 i rekordzistka świata.
Specjalizowała się w biegu na 400 metrów. 6 lipca 1969 w Colombes ustanowiła rekord świata w sztafecie 4 × 400 metrów rezultatem 3:34,2. Sztafeta francuska biegła w składzie: Michèle Mombet, Jacq, Nicole Duclos i Colette Besson.
Zdobyła srebrny medal w sztafecie 4 × 400 metrów na mistrzostwach Europy w 1969 w Atenach. Sztafeta francuska w składzie: Bernadette Martin, Duclos, Jacq i Besson uzyskała wówczas taki sam czas, jak zwycięska sztafeta brytyjska – 3:30,8, który był nowym rekordem świata. Jacq startowała na tych mistrzostwach również w  biegu na 400 metrów, w którym odpadła w półfinale. 
Jacq wystąpiła w biegu na 400 metrów na halowych mistrzostwach Europy w 1971 w Sofii i na halowych mistrzostwach Europy w 1974 w Göteborgu, ale w obu przypadkach odpadła w przedbiegach.
Była mistrzynią Francji w biegu na 400 metrów w 1970 oraz brązową medalistką na tym dystansie w latach 1967–1969 oraz w biegu na 200 metrów w 1966. Była również halową mistrzynią Francji w biegu na 400 metrów w 1974.
Jej rekord życiowy w biegu na 200 metrów wynosił 23,9 s (1973), a w biegu na 400 metrów 53,9 s (1970).